# فيجة (أتليت)
فيجة هي إحدى مشيخات المملكة المغربية، تتبع جغرافيا لإقليم طاطا وإداريًا لأتليت. يقدر عدد سكانها بـ 808 نسمة حسب الإحصاء الرسمي للسكان والسكنى لسنة 2004.